# Ràdio Illimani
Ràdio Illimani, també coneguda com Red Patria Nueva, és una emissora de ràdio de l'Estat Plurinacional de Bolívia i ofereix un servei públic a les regions més allunyades del país.
Va iniciar les seves transmissions el 15 de juliol de 1933, en plena Guerra del Chaco. A partir de l'any 2015 va reorganitzar la seva programació per a oferir a la població el senyal 24 hores. Va ser fundada per Simón Iturri Patiño, que també va introduir el primer receptor de ràdio a Bolívia.